# Hitoshi Igarashi
Hitoshi Igarashi (五十嵐 一, Igarashi Hitoshi) (10 de junho de 1947 – 12 de julho de 1991, Ibaraki) foi um professor de história e literatura árabe e persa e tradutor para o japonês do livro de Salman Rushdie, Versos Satânicos.

## Vida e carreira
Igarashi completou seu programa de doutorado em arte islâmica na Universidade de Tóquio em 1976, e era um pesquisador associado da Academia real do Irã até a Revolução Islâmica em 1979.
Era professor associado de cultura islâmica comparada na Universidade de Tsukuba. Traduziu O Cânone da Medicina de Avicenna e o livro Versos Satânicos de Salman Rushdie para o japonês.

## Morte
Depois da fatwa do Ayatollah Khomeini emitida em 1989, clamando pela morte "do autor do livro Versos Satânicos, que é contra o Islã, o Profeta e o Qur'an, e todos aqueles envolvidos em sua publicação que estejam cientes de seu conteúdo", Igarashi foi esfaqueado repetidamente até à morte no rosto e nos braços por um assassino anônimo. Seu corpo foi encontrado em seu escritório da Universidade de Tsukuba, em Ibaraki.